# Point Piper
Point Piper è un sobborgo costiero di Sydney in Australia. Il sobborgo è storicamente ritenuto il più caro d'Australia.

## Geografia fisica
Point Piper sorge su una piccola penisola affacciata sula Baia di Sydney. Si trova a circa 6 chilometri a est del CBD.